# Trichoplusia hedysma
Trichoplusia hedysma är en fjärilsart som beskrevs av Joannis 1928. Trichoplusia hedysma ingår i släktet Trichoplusia och familjen nattflyn. Inga underarter finns listade i Catalogue of Life.